# Terciopelo
Para  flor de terciopelo véase Celosia.

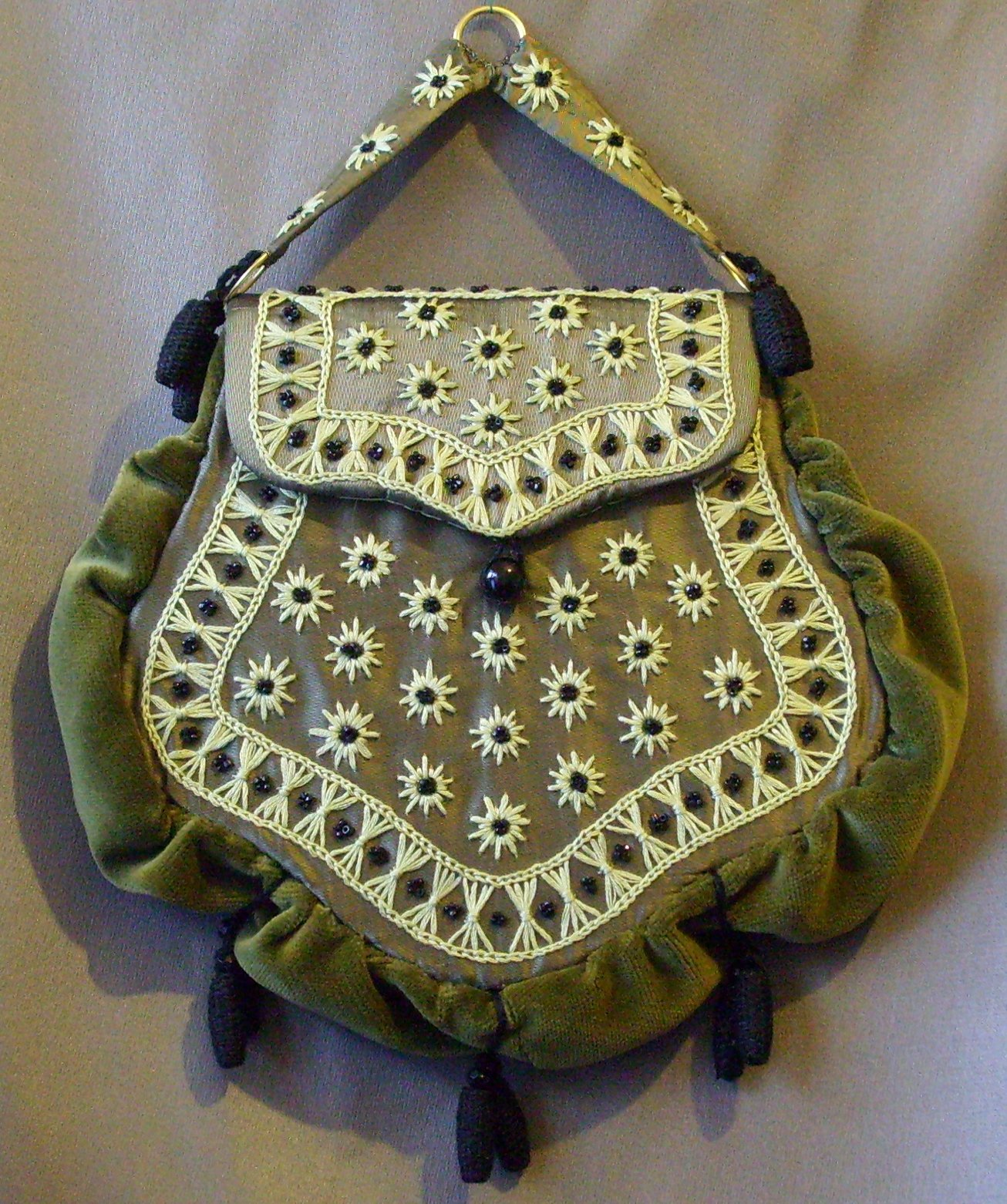
Bolsa de terciopelo,

El terciopelo es un tipo de tela velluda en la cual los hilos se distribuyen muy uniformemente, con un pelo corto y denso, dándole una suave sensación muy distintiva. El terciopelo se puede hacer de cualquier fibra. Se teje en un telar especial que hila dos pedazos de terciopelo al mismo tiempo. Los dos pedazos entonces se separan y las dos longitudes de tela se colocan en rodillos de posicionamiento separados.
El contrapunto del terciopelo tejido es el velur. 
El terciopelo es difícil de limpiar, pero actualmente, se utiliza la limpieza en seco o con solventes puros (con 0 % de aceites).

## Historia

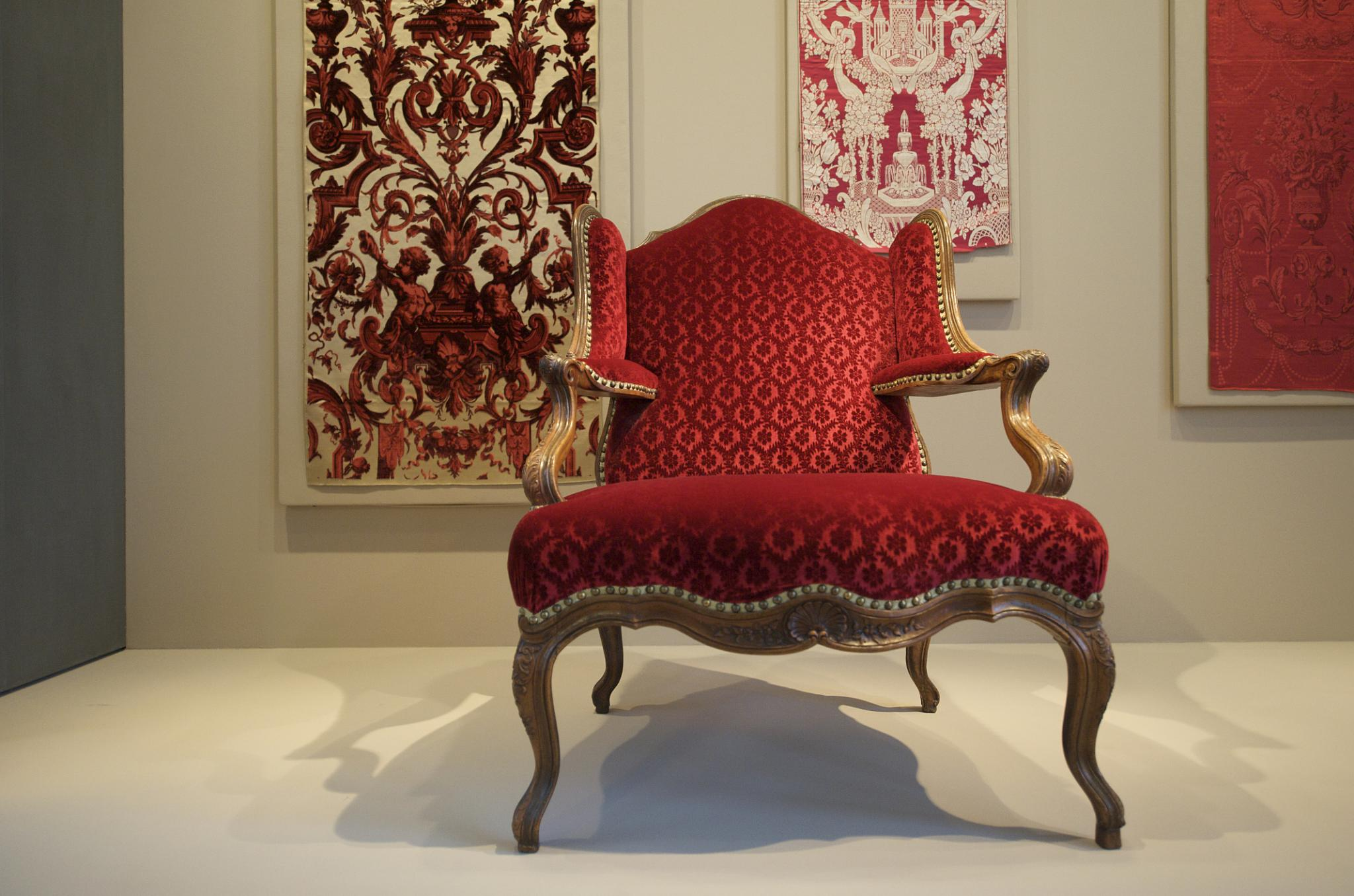
Sillón de terciopelo de cerca de 1750

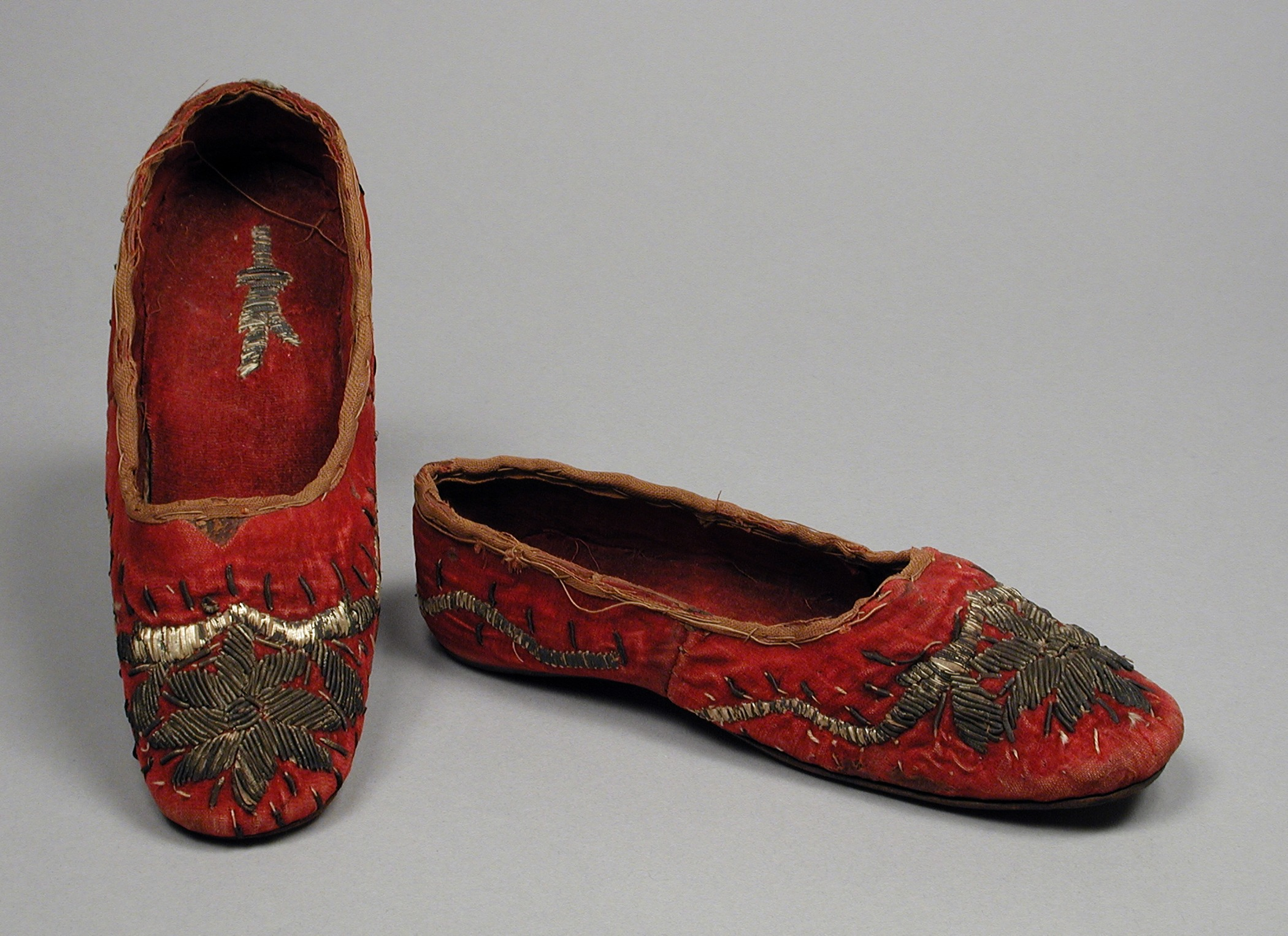
Zapatillas de terciopelo (1860-1880)

Muy probablemente, el arte de tejer terciopelo tuvo su origen en el Extremo Oriente. Las referencias más antiguas aparecen hacia finales del siglo XIII. Sin embargo, se sabe que los antiguos faraones egipcios usaban tejidos muy similares a los actuales terciopelos, dando lugar a referencias de hace más de 3000 años de existencia.
Las características peculiares del terciopelo, la suave profundidad espléndida del color del tinte que exhibía, lo hacían perfecto para encajar en los trajes oficiales y colgantes suntuosos. Las telas más magníficas en épocas medievales eran los terciopelos italianos. Estos eran ornamentados por técnicas tales como variar el color del hilo, producir el hilo de diversas longitudes (hilo sobre hilo, o hilo doble), y entretejiéndolo con seda, lana, con hilo sin cortar, con una base de tejido dorado, etc.
Los orígenes más tempranos de terciopelos artísticos europeos fueron Lucca, Florencia, Venecia y Génova; esta última continúa produciendo ricas telas de terciopelo. El arte es adoptado algo más adelante por los tejedores flamencos, y en el siglo XVI Brujas logró una reputación para los terciopelos no inferior al de las grandes ciudades italianas.
El terciopelo era muy costoso y era tenido como una de las mercancías de lujo al igual que la seda. Velvet (inglés), Velluto (italiano), Velours (francés) son algunos de los términos unilizados para definir este bello y glamuroso tejido.
Hoy día es considerado en la industria textil como uno de los tejidos más complejo de producir. El más mínimo error en cualquier momento de su largo proceso dará lugar a un tejido no comercializable. La razón de ello es el nivel de exigencia elevado de sus consumidores y el alto precio tanto del tejido como de los productos terminados.
Es un tejido muy utilizado en la llamada alta costura, apreciado por los más importantes diseñadores de moda.

## Tipos de terciopelos

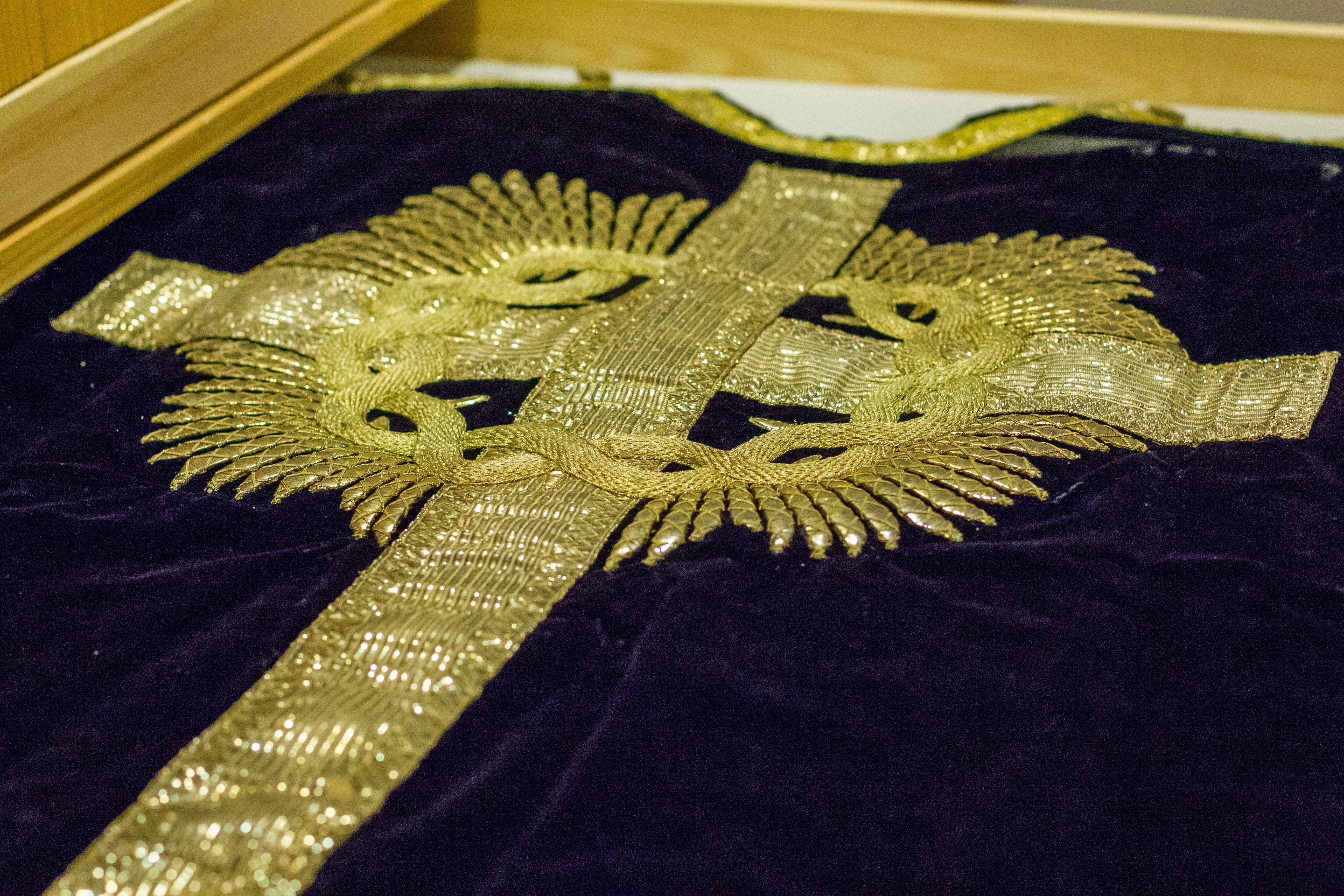
Terciopelo de seda

Elastizados, lisos, gofrados, estampados, crudo, color, diseños de jacquard, retardantes de fuego, hidropelente, antimancha, etc
También existen los tejidos terciopelos con efecto epinglè o "bucle". El origen es francés, aunque los más exquisitos se producen aún en Italia y Francia. Hoy día es producido por muy escasas empresas en el mundo. Se trata, probablemente, del tejido más complejo y costoso de todos, tanto en su fabricación, la elección de materias primas y sobre todo en su acabado, que siempre resulta el gran secreto en la producción de terciopelos, para un resultado final suave, de aspecto perfecto y refinado.

## Materias primas utilizadas
Seda, lino, lana, algodón, acrílico, acetato, poliéster, viscosa y muchos otros, destacando las del cuello del cisne que son altamente apreciadas en Asia.

## Productores

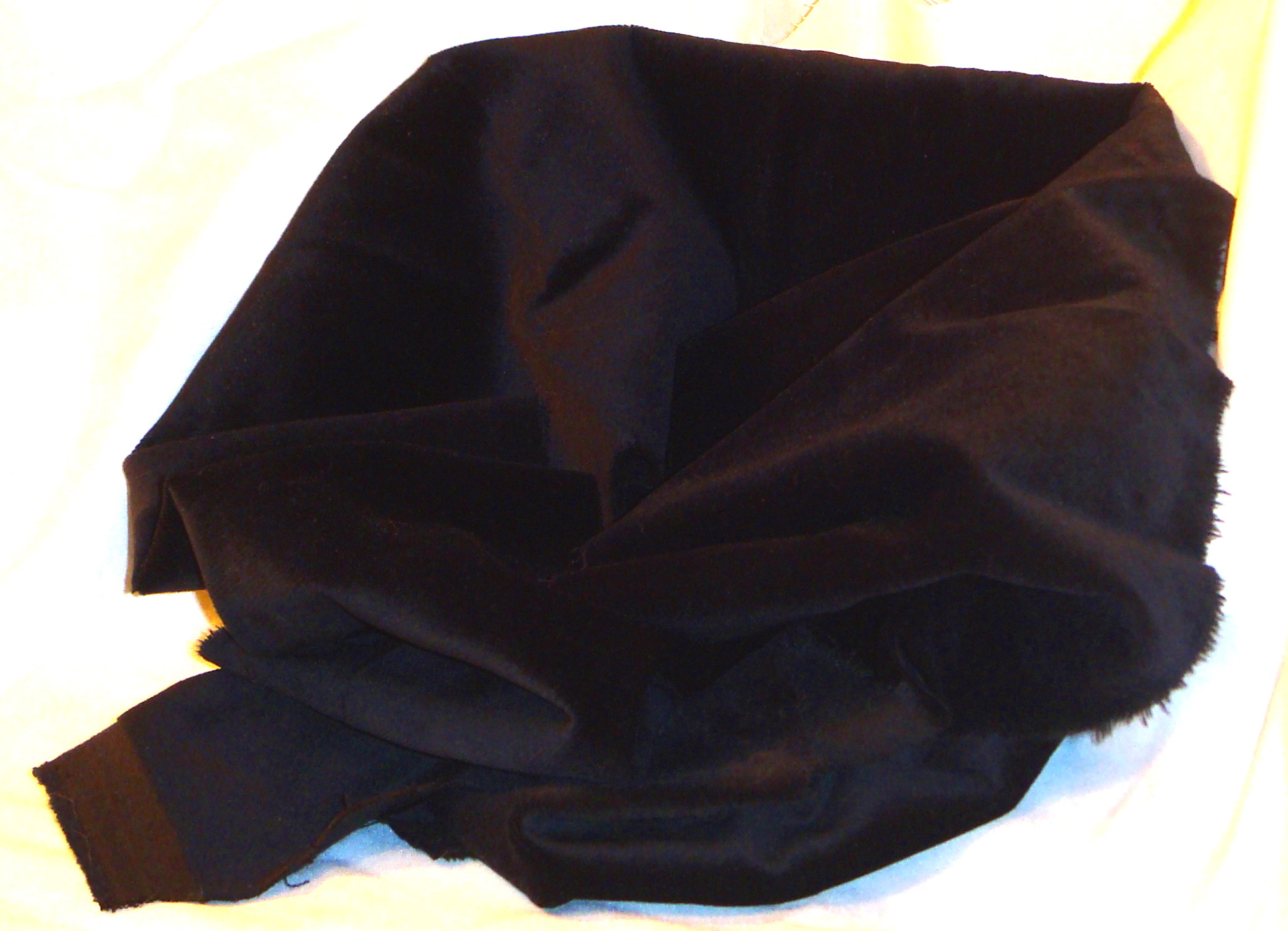
Pieza de terciopelo negro

Durante el siglo XX los más importantes productores de terciopelo del mundo fueron Italia, Francia y Alemania. Paulatinamente desde el año 2000 esos países se transformaron principalmente en importadores de terciopelo. Los nuevos grandes productores mundiales comenzaron a ser China, Corea, Turquía y algunos otros países asiáticos. Solo los terciopelos más exquisitos y exclusivos siguen siendo producidos en Europa.
Luego de la crisis económica de los años 2008/2009 han subsistido pocas empresas productoras de terciopelos en el mundo. Más aún es la falta de maestros especializados dado el natural cambio generacional. Es por esta razón por lo que los especialistas entienden que será cada vez más difícil y costoso adquirir este noble y refinado producto.